# Patterson (Georgia)
Patterson è una city degli Stati Uniti d'America, situata nella Contea di Pierce dello stato della Georgia.